# 列克星敦 (密歇根州)
列克星敦（英語：Lexington）是位於美國密歇根州薩尼拉克縣列克星敦鎮區的一個村。

## 人口
根據2020年美國人口普查的數據，列克星敦的面積為3.61平方千米，當中陸地面積為3.58平方千米，而水域面積為0.03平方千米。當地共有人口943人，而人口密度為每平方千米261人。